# Michael Ogio
Michael Ogio, né le 7 juillet 1942 et mort le 18 février 2017 à Port Moresby (Papouasie-Nouvelle-Guinée), est un homme politique papou-néo-guinéen, neuvième gouverneur général du 20 décembre 2010 jusqu'à sa mort.

## Biographie
Député au Parlement national, représentant le nord de l'île de Bougainville, il est nommé ministre de l'enseignement supérieur, de la recherche, de la science et de la technologie dans le gouvernement du Premier ministre Michael Somare à la suite des élections législatives de 2007.
À partir du 20 décembre 2010, il assure l'intérim du poste de gouverneur général, à la suite de l'annulation par la Cour suprême de l'élection à ce poste de Paulias Matane, qui ne s'était pas effectuée à bulletin secret. Ogio est élu gouverneur général par le Parlement, le 14 janvier 2011,. Après confirmation par la reine, dont il allait être le représentant, il prend officiellement ses fonctions le 25 février suivant,.
Le 12 décembre 2011, la Cour suprême démet le Premier ministre Peter O'Neill, jugeant que son élection en août avait été illégale, et ordonne que son prédécesseur, Michael Somare, soit restauré dans ses fonctions. Michael Ogio nomme donc Somare au poste de Premier ministre. Disposant du soutien d'une majorité au Parlement, O'Neill refuse de quitter ses fonctions, et, le 14 décembre, le Parlement destitue Ogio. Jeffrey Nape, président du Parlement, devient alors automatiquement gouverneur général par intérim,.
Quelques jours plus tard, lorsqu'il apparaît clairement que Somare n'a que peu de soutiens, Ogio déclare que les conseils de la Cour suprême avaient été erronés. Restauré à son poste de gouverneur général le 19 décembre, il reconnaît à nouveau Peter O'Neill.
Il meurt le 18 février 2017, des suites d'une maladie, tout juste dix jours avant la fin de son mandat.